# Tobias Leenaert
Tobias Leenaert (Gent, 3 augustus 1973) is een Belgisch dierenrechtenactivist, opiniemaker, auteur en spreker. 
Leenaert studeerde germanistiek aan de Universiteit Gent, waarna hij aan de slag ging als informaticaleraar. In 2000 richtte hij EVA op, de voornaamste vegetarische organisatie in Vlaanderen, die hij tot 2015 ook leidde. Hij is de bedenker van Donderdag Veggiedag.
Leenaert blogt als the vegan strategist over strategieën om een diervriendelijke samenleving te realiseren en meer mensen meer plantaardig te laten eten. In 2017 schreef hij hierover het Engelstalige boek How to create a vegan world. Verder is Leenaert medeoprichter en -directeur van het Center for Effective Vegan Advocacy en van ProVeg International. Hij geeft wereldwijd trainingen en lezingen over veganisme.

## Werken
- How to create a vegan world (2017)